# Super Pumped
Super Pumped es una serie de televisión dramática de antología estadounidense creada por Brian Koppelman y David Levien, llamada así por el libro de no ficción de 2019 del mismo nombre de Mike Isaac. La primera entrega, subtitulada The Battle For Uber, se basa en el libro de Isaac y se centra en el ascenso y la caída del ex director ejecutivo de Uber, Travis Kalanick, interpretado por Joseph Gordon-Levitt. También protagonizada por Kyle Chandler, Uma Thurman y Elisabeth Shue, se estrenó en Showtime el 27 de febrero de 2022. Antes del estreno de la serie, la serie se renovó para una segunda temporada, que se basará en un próximo libro separado de Mike Isaac sobre Facebook.

## Premisa
La primera temporada dramatiza la fundación de la compañía Uber desde la perspectiva del director ejecutivo de la compañía, Travis Kalanick, quien finalmente es destituido en un golpe de Estado en la sala de juntas.
Las próximas temporadas explorarán otras historias de negocios que han afectado la cultura.

## Reparto y personajes

### Principal
- Joseph Gordon-Levitt como Travis Kalanick
- Kyle Chandler como Bill Gurley
- Kerry Bishé como Austin Geidt
- Babak Tafti como Emil Michael
- Jon Bass como Garret Camp
- Elisabeth Shue como Bonnie Kalanick
- Bridget Gao Hollitt como Gabi Holzwarth
- Uma Thurman como Arianna Huffington

La primera temporada está narrada por Quentin Tarantino.

### Secundarios
- Annie Chang como Angie You
- Noah Weisberg como Quentin
- Darren Pettie como Hendricks
- Joel Kelley Dauten como Ryan Graves
- Ian Alda como Peter Fenton
- Sonny Valicenti como Matt Cohler
- Mishka Thébaud como Cory Kalanick
- Virginia Kull como Jill Hazelbaker
- Damon Gupton como David Drummond
- Amanda Brooks como Rachel piedra de afilar
- Erinn Ruth como Olivia Lungociu
- Mousa Hussein Kraish como Fawzi Kamel
- Rama Vallury como Tahir Khan
- Hank Azaria como Tim Cook
- Eva Víctor como Susan Fowler
- Richard Schiff como Randall Pearson
- Rob Morrow como Eddy Cue
- Jessica Hecht como Amy Gurley

## Producción

### Desarrollo
El proyecto surgió por primera vez el 18 de septiembre de 2019, cuando la novela de no ficción Super Pumped del periodista de tecnología del New York Times Mike Isaac apareció en la lista de propiedad intelectual muy buscada ' The Hollywood Reporter. Al mes siguiente, se anunció que Showtime había adquirido los derechos televisivos del libro, con la intención de adaptar la novela a una serie limitada. Los cocreadores de Billions, Brian Koppelman y David Levien, se unieron para crear, escribir y producir la serie bajo su acuerdo general con Showtime Networks. Para marzo de 2021, la serie había recibido silenciosamente una recogida de serie, con un plazo de estreno para 2022. Más tarde se anunció en mayo de 2021 que Showtime había dado oficialmente al proyecto una orden de serie, con la serie siguiendo un formato de antología, abriendo la posibilidad de futuras temporadas en lugar de la miniserie prevista anteriormente. La serie, subtitulada The Battle For Uber en su primera temporada, se estrenó el 27 de febrero de 2022 en Showtime y Paramount+ International. Allen Coulter fue el director y productor ejecutivo del primer episodio. El 15 de febrero de 2022, antes del estreno de la serie, Showtime renovó la serie para una segunda temporada que se centrará en Facebook.

### Fundición
En mayo de 2021, Joseph Gordon-Levitt y Kyle Chandler fueron elegidos para los papeles principales. En agosto de 2021, se agregaron al elenco principal Kerry Bishé, Babak Tafti, Mousa Hussein Kraish y Hank Azaria. Al mes siguiente, Bridget Gao Hollitt y Elisabeth Shue se unieron al elenco en papeles principales, mientras que Virginia Kull, Amanda Brooks, Annie Chang, Erinn Ruth y Mishka Thébaud fueron elegidas para roles recurrentes. En octubre, se anunció que Uma Thurman interpretaría el papel de Arianna Huffington. El 16 de febrero de 2022, se informó que Quentin Tarantino será el narrador de la primera temporada.

### Rodaje
La fotografía principal comenzó en septiembre de 2021 en Los Ángeles, California.

## Recepción

### Respuesta crítica'
El sitio web del agregador de reseñas Rotten Tomatoes informó un índice de aprobación del 64% con una calificación promedio de 6.5/10, según 28 reseñas de críticos. El consenso de los críticos del sitio web dice: " Super Pumped tiene energía de sobra, pero el giro comprometido de Joseph Gordon-Levitt como un jefe tecnológico desagradable dejará a muchos espectadores sintiéndose atrapados en un viaje compartido particularmente incómodo".  Metacritic, que utiliza un promedio ponderado, asignó una puntuación de 63 sobre 100 basada en 19 críticos, lo que indica "críticas generalmente favorables".

## enlaces externos
- Página web oficial
- error en la cita: el primer parámetro (número IMDb) es obligatorio.

- Datos: Q108673183